# The Romancing Star
Série
The Romancing Star 2
(1988)
Pour plus de détails, voir Fiche technique et Distribution.
The Romancing Star (精裝追女仔, Cheng chong chui lui chai) est une comédie romantique hongkongaise écrite et réalisée par Wong Jing et sortie en 1987 à Hong Kong. Elle connaît deux suites, The Romancing Star 2 (1988) et The Romancing Star 3 (1989).
Elle totalise 21 720 626 HK$ de recettes au box-office.

## Synopsis
Fred (Chow Yun-fat) , homme vulgaire et réparateur de voiture, travaille dans un garage avec ses deux meilleurs amis, Tony (Natalis Chan) et Silver (Eric Tsang). Le patron du garage, Ken (Stanley Fung) met en priorité son amitié avec ses trois employés, malgré sa personnalité calculatrice, dure, pointilleuse et douteuse. Tony et Silver ne supportent pas la mère snob de la petite amie de Fred, Ah Man (Sharla Cheung), ce qui attise les frictions lors de sa fête d'anniversaire et force Fred à rompre avec Ah Man. Afin de remonter le moral de ce-dernier, Ken décide de faire un voyage à Penang en Malaisie avec lui, où ils rencontrent deux jolies filles, Maggie (Maggie Cheung) et Agnes (Agnes Cheung), en se promenant tranquillement sur plage comme s'ils étaient très riches. Depuis lors, ils ont décidé de leur faire la cour. Ils jouent au poker pour choisir qui est à qui. Comme le destin l’a décidé, le gagnant Fred choisit Maggie comme seule cible amoureuse.
Selon les règles du jeu, Ken, Tony et Silver doivent être en compétition et voir qui, à la fin, gagnera le cœur d’Agnès. Maggie et Fred restent toujours en contact après leur retour du voyage. Un soir, Fred décide de l'inviter à un bal où elle est instantanément attirée par un riche célibataire appelé Chiu Ting-sin (Stuart Ong). Fred ne peut tolérer les actes inappropriés de Chiu envers Maggie et il se joue de lui délibérément, les incitant à se haïr entre eux. Pour se venger de Fred, Chiu engage Maggie et Agnes pour des tournages commerciaux et envoie sa voiture dans le garage où il travaille, révélant ainsi sa véritable profession de réparateur de voitures. Trompé par Fred, Maggie est folle de colère et de tristesse. Chiu se prépare alors à organiser une fête chez lui pour accueillir Maggie et Agnès comme invitées, mais il a en fait un plan secret. Fred et ses amis sont accusés de stocker de la drogue et incarcérés. Après avoir appris l'intention de Chiu, ses amis et lui prévoient de s’infiltrer dans la fête et de sauver Maggie et Agnes. Lorsque Maggie découvre que Chiu a en réalité des visées sur elle, elle rompt avec lui et accepte les aveux et les excuses de Fred. Finalement, Maggie et Fred se marient.

## Fiche technique
- Titre original : 精裝追女仔
- Titre international : The Romancing Star
- Réalisation : Wong Jing
- Scénario : Wong Jing
- Photographie : David Choi
- Montage : Robert Choi
- Musique : Sherman Chow
- Production : Wallace Cheung
- Société de production : Win's Movie Production, Ngan Lung Films, Mei Lam Films et Movie Impact
- Société de distribution : Win's Movie Production
- Pays d'origine :  Hong Kong
- Langue originale : cantonais
- Format : couleur
- Genre : comédie romantique
- Durée : 103 minutes
- Dates de sortie :
  - Hong Kong : 25 juin 1987
  - Taïwan : 22 juillet 1987
  - Corée du Sud : 14 février 1991

## Distribution
- Chow Yun-fat : Fred Wong Yat-fat
- Eric Tsang : Silver/Ugly
- Natalis Chan : Tony/Traffic Light
- Stanley Fung : Ken Lau Ting-kin
- Maggie Cheung : Maggie Tung Man-yuk
- Agnes Cheung :  Agnes Lee Man-chi
- Stuart Ong : Chiu Ting-sin
- Sharla Cheung : Man
- Wong San : Mr Due
- Leung San : Mme Due
- Keung Chung-ping : le sifu de Chiu Ting-sin (caméo)
- Charlie Cho (en) : l'un des employés de Mr Chiu (caméo)
- Anthony Chan (en) : l'un des employés de Mr Chiu (caméo)
- Carol Cheng : Susan (caméo)
- Philip Chan : Kenny
- Wong Jing : le guide touristique
- Wong Tin-lam (en) : le père de Maggie
- Soh Hang-suen (en) : la mère de Maggie
- Ha Kwok-wing : l'un des garde de Mr Chiu
- Thomas Sin : l'un des garde de Mr Chiu
- Maria Cordero : la candidate de la danse orange
- Suki Kwan : Chu
- Leung Hak-shun : le père de Chu
- Cheung Kwok-wah : la strip-teaseuse masquée
- Seung Koon-yuk : Mme Kam
- Wang Han-chen : le vendeur de rue
- Chan Wai-yue : la candidate de la danse orange
- Anna Kamiyama : attend son petit ami avec Ferrari
- Shing Fui-on :  fin spéciale Le Syndicat du crime
- Ng Kwok-kin : un policier
- Yat-oon Chai : un policier
- Cheung Yuen-wah : Ferrari Wong
- Mau Kin-tak : la petite amie de Ferrari/une touriste
- Che Hung : le préposé aux toilettes
- Ho Chi-moon : un invité au banquet de Mr Due
- Chin Tsi-ang : un joueur de mah-jong
- Sherman Wong : Ho/l'agent de la circulation